# Blue Revolution
Albums de Mari Hamada
Rainbow Dream
(21 janvier 1985) Promise in the History
(5 sept. 1986)
Compilations par Mari Hamada
Magical Mystery Mari
(2 juillet 1985) Mari's Collection
(21 mai 1986)
Singles
1. Blue Revolution
Sortie : 21 octobre 1985

Blue Revolution est le titre du 5e album de Mari Hamada, ainsi que celui de son premier single, sortis en 1985 ; une vidéo en concert quasi-homonyme sort peu après.

## Album
L'album Blue Revolution sort le 21 décembre 1985 au Japon sur le label Invitation de Victor Entertainment, moins d'un an après le précédent album original de la chanteuse, Rainbow Dream, et six mois après son album live Magical Mystery Mari. Comme ses autres albums, il est ré-édité le 24 mars 1994 à l'occasion de ses 10 ans de carrière (présentation officielle fautive), puis le 22 octobre 2008 pour ses 25 ans de carrière, et le 15 janvier 2014 pour les 30 ans.
Comme les deux précédents, il est produit et écrit par Mari Hamada elle-même. Tak Matsumoto interprète encore les parties de guitare, et Rei Atsumi de Vow Wow interprète certaines parties de claviers. L'album contient neuf chansons de genre hard FM, dont la chanson-titre Blue Revolution déjà parue en single deux mois auparavant. Deux sont des reprises : une de What About Love, single de Heart sorti la même année, et une de Helter Skelter des Beatles ; cette dernière sera reprise en 1989 par Vow Wow sur son album international Helter Skelter avec les mêmes arrangements que ceux créés par Rei Atsumi pour la version d'Hamada.
| Pistes du CD | Pistes du CD    | Pistes du CD                                   | Pistes du CD | Pistes du CD | Pistes du CD | Pistes du CD | Pistes du CD | Pistes du CD | Pistes du CD |
| No           | Titre           | Paroles / musique                              | Durée        |              |              |              |              |              |              |
| ------------ | --------------- | ---------------------------------------------- | ------------ | ------------ | ------------ | ------------ | ------------ | ------------ | ------------ |
| 1.           | Blue Revolution | Mari Hamada / Hiroaki Matsuzawa, Shingo Kawano | 4:48         |              |              |              |              |              |              |
| 2.           | Helter Skelter  | John Lennon, Paul McCartney                    | 3:14         |              |              |              |              |              |              |
| 3.           | Love Trial      | Mari Hamada / Hiroaki Matsuzawa                | 4:29         |              |              |              |              |              |              |
| 4.           | Empty Heart     | Mari Hamada / Haward Killy                     | 4:07         |              |              |              |              |              |              |
| 5.           | Stormy Love     | Mari Hamada / Mari Hamada, Tak Matsumoto       | 3:34         |              |              |              |              |              |              |
| 6.           | Another Way     | Mari Hamada / Hiroaki Matsuzawa                | 4:02         |              |              |              |              |              |              |
| 7.           | Keep On Dreams  | Mari Hamada / Haward Killy                     | 4:58         |              |              |              |              |              |              |
| 8.           | Hard Dancin'    | Mari Hamada / Masatoshi Nishimura              | 5:04         |              |              |              |              |              |              |
| 9.           | What About Love | Brian Allen, Sheron Alton, Jim Vallance        | 3:38         |              |              |              |              |              |              |
| 37:58        |                 |                                                |              |              |              |              |              |              |              |

Musiciens
- Mari Hamada : chant
- Tak Matsumoto : guitare
- Rei Atsumi (de Vow Wow) : claviers (titres n°2, 3, 5, 6, 8)
- Tsutomu Ouhira : claviers (titres n°4, 7, 9)
- Yoshihiro Naruse : basse (sauf titre n°1 ; voir single)
- Atsuo Okamoto : batterie (sauf titre n°1 ; voir single)

## Single
Singles de Mari Hamada
Crime of Love
(21 mai 1986)
Blue Revolution est le premier single de Mari Hamada, sorti le 21 octobre 1985 au Japon sur le label Invitation de Victor Entertainment. La chanteuse avait déjà sorti quatre albums originaux durant les années précédentes, mais aucun single n'en avait jusque-là été tiré.
La chanson-titre figurera sur l'album homonyme de Hamada qui sort deux mois plus tard, ainsi que sur la plupart de ses compilations ultérieures. La chanson en "face B", Heartless Woman, écrite et cocomposée par Hamada, restera quant à elle inédite en album.
Les musiciens qui les interprètent sont Tak Matsumoto (guitare), Tomonori Yamada (basse), Linn II (batterie), et Yôgo Kôno (claviers).
Pistes du single
- Face A : Blue Revolution
- Face B : Heartless Woman

## Vidéo
La vidéo Blue Revolution Tour, sous-titrée Hamada Mari Live!, sort le 3 mai 1986 au format VHS au Japon sur le label Invitation de Victor Entertainment, quatre mois après l'album qui lui donne son titre. C'est la deuxième vidéo d'un concert de la chanteuse, après Magical Mystery Mari parue un an auparavant. Comme ses autres vidéos, elle est ré-éditée par la suite au format DVD le 21 janvier 2005.
Elle contient dix chansons (sur neuf pistes, deux étant enchainées), provenant de ses cinq premiers albums originaux, et enregistrées en 1986 lors d'un concert en promotion du dernier en date ; quatre d'entre elles en sont tirées, dont une reprise de Helter Skelter des Beatles. La choriste est Eri, sœur de Mari Hamada.
| 1. | Blue Revolution                            | de Blue Revolution                |  |
| 2. | Helter Skelter                             | de Blue Revolution                |  |
| 3. | Runaway From Yesterday                     | de Lunatic Doll                   |  |
| 4. | All Night Party                            | de Lunatic Doll                   |  |
| 5. | Hard Dancin'                               | de Blue Revolution                |  |
| 6. | Tokio Makin' Love                          | de Lunatic Doll                   |  |
| 7. | Paradise                                   | de Misty Lady                     |  |
| 8. | Love Trial                                 | de Blue Revolution                |  |
| 9. | Don't Change Your Mind / More Fine Feeling | de Romantic Night / de Misty Lady |  |